# Liste des verreries et cristalleries françaises
La liste des verreries et cristalleries françaises recense les principales entreprises sous le code NAF 2313Z de l'INSEE.
Au 11 mars 2020, on compte 576 entreprises dans ce secteur.
Le tableau reprend les 20 premières classées par chiffre d'affaires hors taxes décroissants.
Il est issu d'un croisement entre les données INSEE et celles des greffes des tribunaux de commerce.

| Rang | Entreprise                                 | Code postal | Ville                    | CA en M€ |                                         |
| ---- | ------------------------------------------ | ----------- | ------------------------ | -------- | --------------------------------------- |
| 1    | Arc France                                 | 62510       | Arques                   | 504      | Filiale de Arc Holdings                 |
| 2    | Saverglass                                 | 60960       | Feuquières               | 445      |                                         |
| 3    | Owens Illinois France                      | 69120       | Vaulx en Velin           | 408      | Filiale d'Owens Illinois USA            |
| 4    | Verescence France                          | 92800       | Puteaux                  | 205      | ex Saint Gobain Desjonquières           |
| 5    | SGD                                        | 92800       | Puteaux                  | 203      | ex Saint Gobain Desjonquières           |
| 6    | Verrerie ouvrière d'Albi                   | 81000       | Albi                     | 130      | Filiale Verallia                        |
| 7    | International Cookware                     | 36000       | Chateauroux              | 98       | Fabricant de Pyrex                      |
| 8    | Baccarat                                   | 54120       | Baccarat                 | 95       | Cristallerie                            |
| 9    | Tourres et Compagnie Verreries de Graville | 76600       | Le Havre                 | 86       | Groupe Saverglass                       |
| 10   | Alphaglass                                 | 62510       | Arques                   | 65       |                                         |
| 11   | Zignago Vetro Brosse                       | 76390       | Vieux Rouen sur Bresle   | 59       |                                         |
| 12   | Stelzle Masnieres Parfumerie               | 52941       | Masnières                | 53       |                                         |
| 13   | Verescence Somme                           | 80100       | Abbeville                | 34       | ex Saint Gobain Desjonquières           |
| 14   | Verescence Orne                            | 61150       | Écouché les Vallées      | 27       | ex Saint Gobain Desjonquières           |
| 15   | Duralex International                      | 45380       | La Chapelle Saint Mesmin | 16       | Filiale de Pyrex International Cookware |
| 16   | Gerard Pariche                             | 80220       | Bouillancourt            | 13       |                                         |
| 17   | Sud Ouest Flaconnage                       | 81800       | Coufouleux               | 13       |                                         |
| 18   | Val Laquage VT                             | 76860       | Ouville la Rivière       | 13       |                                         |
| 19   | La Rochére                                 | 70210       | Passavant la Rochère     | 10       |                                         |
| 20   | Saga Décor                                 | 60700       | Pont Saint Maxence       | 9        |                                         |